# Динамо (хоккейный клуб, Москва)
«Дина́мо» — российский хоккейный клуб из Москвы, выступающий в Континентальной хоккейной лиге. Основан 22 ноября 1946 года.
Один из самых титулованных клубов российского хоккея. Одиннадцатикратный чемпион страны. Двукратный обладатель Кубка Гагарина в сезонах 2011/12 и 2012/13.
Домашние матчи проводит на «ВТБ Арене».

## История
История московского «Динамо» неразрывно связана со становлением и развитием хоккея в России. «Динамо» — единственная команда, принимавшая участие во всех чемпионатах страны в классе сильнейших. Бело-голубые одиннадцать раз становились чемпионами страны, рекордное количество раз оказывались в числе призёров первенства, становились обладателями Кубка СССР, Кубка МХЛ, Кубка Европейских чемпионов, побеждали в многочисленных международных турнирах. А в Чемпионате КХЛ бело-голубые дважды становились обладателями Кубка Гагарина.
За годы своего существования хоккейный клуб «Динамо» Москва воспитал целую плеяду талантливых спортсменов, получивших отечественное и мировое признание. Имена Аркадия Чернышёва, Владимира Юрзинова, Виталия Давыдова, Александра Мальцева, Валерия Васильева, Зинэтулы Билялетдинова, Василия Первухина, Владимира Мышкина, Михаила Шталенкова, Алексея Жамнова, Максима Афиногенова, Александра Овечкина и многих других динамовцев вписаны в историю мирового хоккея.
Два тренера — Аркадий Чернышёв и Владимир Юрзинов, — и три игрока — Виталий Давыдов, Александр Мальцев и Валерий Васильев — были включены в Зал хоккейной славы ИИХФ.

### Раннее время
«Динамо» был одним из первых клубов в истории СССР, сыгравшим в «канадский» хоккей. В феврале 1932 года на Зимний республиканский праздник была приглашена германская сборная команда рабочего спортивного союза «Спортсейнхейт», входившая в Коммунистический спортивный интернационал, и получившая название «Фихте». Эта команда должна была продемонстрировать принципы и приёмы канадского хоккея советским спортсменам, игравшим в хоккей с мячом.
В преддверии официальных игр между немецкими и советскими хоккеистами было проведено два закрытых матча, носивших товарищеский характер. В этих встречах сразу выяснилось, что советские хоккеисты, хотя и незнакомы с «канадским» хоккеем, но в беговой подготовке значительно превосходят своих соперников.
Динамовцы в составе Сергея Алимбекова, Павла Короткова, Льва Корчебокова, Павла Савостьянова, Константина Квашнина и Михаила Большакова одержали разгромную победу над «Фихте» — 17:3. Впоследствии побеждённые гости оставили в дар свою амуницию, что поспособствовало изучению нового вида спорта в СССР.
В следующий раз динамовцы сыграют в «канадский» хоккей в 1945 году. На сей раз это будут игроки футбольного клуба, а выход на искусственный лёд легендарного английского стадиона «Уэмбли» получится спонтанным. Московские спортсмены во время турне по Англии случайно узнали про хоккейную площадку с искусственным льдом, входящую в комплекс футбольного стадиона, и захотели опробовать диковинный для них вид спорта.

### Эпоха Чернышёва
Хоккейный клуб «Динамо» Москва был основан 22 ноября 1946 года — ровно за месяц до старта первого Чемпионата СССР по хоккею с шайбой. Первый официальный матч в истории московское «Динамо» провело 22 декабря 1946 года против архангельского «Водника». Игра завершилась победой московского клуба со счётом 5:1, а первую шайбу в истории Чемпионатов СССР на свой счёт записал играющий тренер «Динамо» — Аркадий Чернышёв.
Первый хоккейный сезон 1946/47 сразу стал для бело-голубых чемпионским — команда Аркадия Чернышёва успешно выступила на групповом этапе, а затем в финальном розыгрыше обошла в таблице ЦСКА и «Спартак», благодаря лучшей разнице заброшенных и пропущенных шайб. Следующий титул «Динамо» завоюет через семь лет — в сезоне 1953/54.
В октябре 1954 года «Динамо», победив на проходившем в ФРГ «Кубке Шёлка и Бархата», стал первым советским клубом завоевавшим международный трофей на клубном уровне.
Динамовцы, возглавляемые полностью перешедшим на тренерскую работу Аркадием Чернышёвым, раз за разом оказывались на пьедестале Чемпионата СССР по хоккею. Легендарный наставник бессменно возглавлял «Динамо» на протяжении 28 лет и стал олицетворением победной эпохи клуба — два чемпионства, девять серебряных и тринадцать бронзовых медалей завоевала команда под его руководством.
Домашние матчи команда проводила на льду столичного стадиона «Динамо», ставшего в те годы главной хоккейной ареной страны. Матчи бело-голубых приковывали внимание тысяч зрителей, а игроки были одарены широким общественным вниманием.
Спортсмены становились известными не только на клубном уровне, но и на международном — под руководством Аркадия Чернышёва сборная команда СССР, в составе которой выступал не один десяток игроков «Динамо», четырежды побеждала на Олимпийских играх, одиннадцать раз становилась Чемпионом мира и одиннадцать раз — чемпионом Европы. Среди легендарных игроков «Динамо» и сборной СССР можно выделить неоднократных победителей Олимпийских игр, Чемпионатов мира и Чемпионатов Европы, членов Зала славы ИИХФ — Александра Мальцева, Валерия Васильева и Виталия Давыдова.

### Путь к чемпионству
После ухода Аркадия Чернышёва с поста главного тренера «Динамо» сохранило за собой статус одного из лидеров Чемпионата СССР, но завоевать титул чемпиона бело-голубым не удавалось на протяжении долгих 36 лет. За этот период преемники Чернышёва на посту главного тренера команды приводили её к семи серебряным и пяти бронзовым медалям Чемпионата СССР.
Наибольшего успеха с командой после Аркадия Чернышёва добился Владимир Юрзинов. Молодой тренер, сменивший на посту легендарного наставника, приводил московское «Динамо» к медалям. Однако его работа не удовлетворила руководство бело-голубых, и он был отправлен в отставку — после этого Юрзинов возглавил рижское «Динамо», с которым добился успеха. В 1989 он году вернулся в московский клуб и поднял его на небывалую высоту.
После возвращения Владимир Юрзинов собрал молодую и очень перспективную команду, в которой блистали будущие звезды НХЛ и мирового хоккея. Все три его сезона на посту главного тренера «Динамо» стали для бело-голубых чемпионскими — в 1990, 1991 и 1992 годах динамовцы стали последними чемпионами СССР и победителями единственного чемпионата СНГ.

### Чемпионат России
Чемпионат СНГ сменила Межнациональная хоккейная лига, где московское «Динамо» ещё дважды завоевало чемпионский титул — в 1993 и 1995 годах, когда командой руководили Пётр Воробьёв и Владимир Голубович, соответственно. Единственным пятикратным чемпионом страны в истории клуба в качестве игрока стал Игорь Дорофеев. Кроме того, дважды бело-голубые завоёвывали серебряные медали Чемпионата Межнациональной хоккейной лиги.
На смену Межнациональной хоккейной лиге в 1996 году пришёл Чемпионат России по хоккею. В 1999 году динамовцы стали его серебряными призёрами, а в 2000 году вновь стали чемпионами страны — командой руководил Зинэтула Билялетдинов.
Таким образом, из последних 11 сезонов XX века «Динамо» побеждало в шести и ещё трижды были вице-чемпионами. В 1994 году Алексей Ковалёв и Александр Карповцев, отправившиеся в НХЛ из «Динамо», стали первыми россиянами, кому покорился Кубок Стэнли.
Нового чемпионства команда добилась во время локаутного сезона 2004/05, когда в Россию приехало множество звёзд НХЛ. В составе команды в том сезоне выступало сразу 14 воспитанников школы московского «Динамо», руководил ей Владимир Крикунов, а среди звёзд были первый номер Драфта НХЛ — 2004 Александр Овечкин, будущий член Тройного Золотого клуба Павел Дацюк, а также звезды НХЛ Максим Афиногенов, Сергей Самсонов, Андрей Марков, Александр Фролов и Мартин Гавлат.
Через год даже в отсутствие звёзд динамовцы показывали качественную игру и смогли добавить к списку своих трофеев Кубок европейских чемпионов — 2006. Следующим престижным трофеем «Динамо» станет Кубок Шпенглера, завоёванный в 2008 году — ранее бело-голубые выигрывали этот трофей лишь раз (в 1983 году).

### «Динамо» в КХЛ
В 2008 году на основе Российской хоккейной Суперлиги была создана Континентальная хоккейная лига, включившая в себя 21 клуб из России, а также по одному клубу из Беларуси, Казахстана и Латвии. Главным трофеем страны стал Кубок Гагарина.
«Динамо» в КХЛ стало крепким середняком и стабильно выходила в плей-офф Кубка Гагарина. В 2010 году произошло объединение «Динамо» с подмосковным ХК МВД, ярко заявившем о себе под руководство Олега Знарка. Бело-голубые, фактически полностью поглотившие подмосковный клуб и сохранившие свою историю, стали заметно сильнее и уже через сезон дошли до своей главной цели.
В сезоне 2011/12 московское «Динамо» стало обладателем Кубка Гагарина. В регулярном чемпионате «Динамо» стало вторым клубом Западной конференции, пропустив вперёд только питерский СКА. В плей-офф бело-голубые обыграли минских одноклубников (4:0), «Торпедо» (4:2), в решающей серии «Запада» разгромили СКА (4:0), а в финальной серии Кубка Гагарина, уступая 1:3 омскому «Авангарду», динамовцы сумели отыграться и победить — 4:3.
В локаутный сезон 2012/13 в Россию вновь приехали многие звезды НХЛ. Интересно, что состав бело-голубых тогда усилили только два игрока «Вашингтона» Александр Овечкин и Никлас Бэкстрём. В отличие от прошлого локаута, этот завершился в январе и «Динамо», не имевшее проблем с составом, повторило чемпионский поход. В регулярном чемпионате «Динамо» вновь стало вторым клубом «Запада» после питерского СКА, а в плей-офф были обыграны «Слован» (4:0), ЦСКА (4:1), СКА (4:2) и «Трактор» (4:2).
Далее для «Динамо» наступил спад — команда ни разу не проходила дальше второго раунда. Принципиальным соперником для бело-голубых стала команда СКА, трижды подряд останавливавшая «Динамо» во втором раунде и дважды после этого становившаяся обладателем Кубка Гагарина. В сезоне 2017/18 динамовцы впервые не попали в плей-офф. Однако через год они вернулись в розыгрыш главного трофея Лиги, но вновь во втором раунде плей-офф встретили будущих чемпионов — хоккеистов московского ЦСКА.
В сезоне 2019/20, который был досрочно завершён на фоне пандемии коронавируса, динамовцы завоевали бронзовые медали чемпионата России. В сезоне 2020/21 Динамо проиграло в полуфинале конференции СКА (1:4), а на следующий сезон уступило ЦСКА (0:4). В сезоне 2022/23 «Динамо» уже в первом раунде плей-офф проиграло нижегородскому «Торпедо» (2:4).

## Список главных тренеров
- Аркадий Чернышёв (1946—1974)
- Владимир Юрзинов (1974—1979, 1989—1992)
- Виталий Давыдов (1979—1981)
- Владимир Киселёв (1981—1983)
- Игорь Тузик (1983—1984, 1993—1994)
- Юрий Моисеев (1984—1989)
- Пётр Воробьёв (1992—1993)
- Владимир Голубович (1994—1996)
- Юрий Очнев (1996—1997)
- Зинэтула Билялетдинов (1997—2000, 2002—2004)
- Владимир Семёнов (2000—2002)
- Владимир Крикунов (2004—2007)
- Анатолий Антипов (2007)
- Владимир Вуйтек (2007—2009)
- Сергей Котов (2009)
- Андрей Хомутов (2009—2010)
- Олег Знарок (2010—2014)
- Харийс Витолиньш (2014—2015)
- Сергей Орешкин (2015—2017)
- Владимир Воробьёв (2017—2018)
- Владимир Крикунов (2018—2021)
- Алексей Кудашов (с 2021)

## Результаты выступления
И — количество проведённых игр, В — выигрыши в основное время, ВО — выигрыши в овертайме, ВБ — выигрыши в послематчевых буллитах, ПО — проигрыши в овертайме, ПБ — проигрыши в послематчевых буллитах, П — проигрыши в основное время, О — количество набранных очков, Ш — соотношение забитых и пропущенных голов, РС — место по результатам регулярного сезона. Золотой строкой выделены победные сезоны в кубке Гагарина.
| Сезон   | И   | В   | ВО | ВБ | ПБ | ПО | П   | О    | Ш         | РС | Результаты серий с соперниками в плей-офф                   | Результат в плей-офф                                        |
| ------- | --- | --- | -- | -- | -- | -- | --- | ---- | --------- | -- | ----------------------------------------------------------- | ----------------------------------------------------------- |
| 2008/09 | 56  | 27  | 4  | 3  | 3  | 2  | 17  | 100  | 184-143   | 7  | 3-0 Динамо Р, 3-0 ЦСКА, 2-4 Ак Барс                         | Проиграли в 1/2 финала                                      |
| 2009/10 | 56  | 28  | 2  | 3  | 4  | 3  | 16  | 101  | 166-151   | 5  | 1-3 Спартак                                                 | Проиграли в 1/4 финала конференций                          |
| 2010/11 | 54  | 28  | 1  | 1  | 4  | 4  | 16  | 96   | 149-131   | 6  | 2-4 Динамо Р                                                | Проиграли в 1/4 финала конференций                          |
| 2011/12 | 54  | 31  | 1  | 3  | 3  | 1  | 15  | 105  | 144-115   | 3  | 4-0 Динамо Мн, 4-2 Торпедо, 4-0 СКА, 4-3 Авангард           | Выиграли Кубок Гагарина                                     |
| 2012/13 | 52  | 27  | 3  | 6  | 1  | 1  | 14  | 101  | 150-115   | 4  | 4-0 Слован, 4-1 ЦСКА, 4-2 СКА, 4-2 Трактор                  | Выиграли Кубок Гагарина                                     |
| 2013/14 | 54  | 34  | 2  | 2  | 5  | 0  | 11  | 115  | 171-113   | 1  | 3-4 Локомотив                                               | Проиграли в 1/4 финала конференций                          |
| 2014/15 | 60  | 35  | 5  | 1  | 6  | 0  | 13  | 123  | 172-120   | 3  | 4-2 Локомотив, 1-4 СКА                                      | Проиграли в 1/2 финала конференций                          |
| 2015/16 | 60  | 27  | 3  | 5  | 6  | 2  | 17  | 105  | 167-126   | 5  | 4-0 Сочи, 2-4 СКА                                           | Проиграли в 1/2 финала конференций                          |
| 2016/17 | 60  | 29  | 5  | 5  | 5  | 0  | 16  | 112  | 164-111   | 4  | 4-1 Торпедо, 1-4 СКА                                        | Проиграли в 1/2 финала конференций                          |
| 2017/18 | 56  | 19  | 1  | 8  | 3  | 2  | 23  | 80   | 134-139   | 18 | В плей-офф не играли                                        | В плей-офф не играли                                        |
| 2018/19 | 62  | 27  | 5  | 1  | 0  | 6  | 23  | 72   | 153-139   | 10 | 4-2 Йокерит, 1-4 ЦСКА                                       | Проиграли в 1/2 финала конференций                          |
| 2019/20 | 62  | 29  | 6  | 2  | 5  | 3  | 17  | 82   | 182-144   | 7  | 4-2 Спартак                                                 | Плей-офф прекращён                                          |
| 2020/21 | 60  | 34  | 5  | 0  | 4  | 2  | 15  | 84   | 195-137   | 3  | 4-1 Северсталь, 1-4 СКА                                     | Проиграли в 1/2 финала конференций                          |
| 2021/22 | 48  | 26  | 2  | 2  | 2  | 2  | 14  | 64   | 159-119   | 5  | 4-3 Северсталь, 0-4 ЦСКА                                    | Проиграли в 1/2 финала конференций                          |
| 2022/23 | 68  | 29  | 4  | 5  | 6  | 5  | 19  | 87   | 174-147   | 6  | 2-4 Торпедо                                                 | Проиграли в 1/4 финала конференции                          |
| 2023/24 | 68  | 31  | 11 | 4  | 3  | 3  | 16  | 98   | 215-160   | 1  | 4-2 Динамо Мн, 0-4 Трактор                                  | Проиграли в 1/4 чемпионата                                  |
| 2024/25 | 68  | 37  | 2  | 3  | 3  | 2  | 21  | 89   | 204-167   | 5  | 4-2 СКА, 4-2 Ак Барс, 1-4 Трактор                           | Проиграли в 1/2 чемпионата                                  |
| Всего   | 998 | 498 | 62 | 54 | 63 | 38 | 283 | 1614 | 2883-2277 | —  | В плей-офф участвуют 17 раз. Счёт (победы/поражения): 79-84 | В плей-офф участвуют 17 раз. Счёт (победы/поражения): 79-84 |

## Тренерский штаб
| Должность                             | Имя                 | Страна      | Дата рождения              | В должности | Контракт до |
| ------------------------------------- | ------------------- | ----------- | -------------------------- | ----------- | ----------- |
| Главный тренер                        | Алексей Кудашов     | Флаг России | 21 июня 1971 (54 года)     | с 2021 года | 31 мая 2026 |
| Старший тренер                        | Ильнур Гизатуллин   | Флаг России | 13 мая 1969 (56 лет)       | с 2025 года |             |
| Тренер                                | Андрей Скопинцев    | Флаг России | 28 сентября 1971 (53 года) | с 2019 года | 31 мая 2025 |
| Тренер вратарей                       | Артём Яцкевич       | Беларусь    | 14 октября 1994 (30 лет)   | с 2024 года | 31 мая 2025 |
| Руководитель клубной системы вратарей | Александр Ерёменко  | Флаг России | 10 апреля 1980 (45 лет)    | с 2022 года |             |
| Тренер по физической подготовке       | Александр Ахлаткин  | Флаг России | 10 декабря 1982 (42 года)  | с 2023 года | 31 мая 2025 |
| Тренер по физической подготовке       | Ларс-Йоран Альквист | Флаг Швеции | 18 марта 1958 (67 лет)     | с 2021 года | 31 мая 2025 |
| Тренер по развитию                    | Андрей Писарев      | Флаг России | 22 марта 1989 (36 лет)     | с 2024 года | 31 мая 2025 |

## Персонал
| Должность                           | Имя                          | Страна      | Дата рождения             | В должности | Контракт до |
| ----------------------------------- | ---------------------------- | ----------- | ------------------------- | ----------- | ----------- |
| Главный врач по спортивной медицине | Илья Борисович Темерев       | Флаг России | 29 апреля 1989 (36 лет)   | с 2019 года |             |
| Старший врач по спортивной медицине | Валерий Евгеньевич Конов     | Флаг России | 20 октября 1954 (70 лет)  | с 1990 года |             |
| Врач по спортивной медицине         | Александр Евгеньевич Блинов  | Флаг России | 8 декабря 1982 (42 года)  | с 2024 года |             |
| Тренер-реабилитолог                 | Илья Александрович Антонов   | Флаг России | 28 ноября 1984 (40 лет)   | с 2019 года |             |
| Массажист                           | Сергей Олегович Уланов       | Флаг России | 8 ноября 1965 (59 лет)    | с 2005 года |             |
| Массажист                           | Анатолий Анатольевич Казаков | Флаг России | 17 января 1992 (33 года)  | с 2023 года |             |
| Массажист                           | Антон Андреевич Митин        | Флаг России | 7 января 1996 (29 лет)    | с 2023 года |             |
| Старший администратор               | Сергей Валентинович Грибков  | Флаг России | 1 августа 1956 (69 лет)   | с 2019 года |             |
| Технический администратор           | Артём Кириллович Знаменский  | Флаг России | 5 января 1989 (36 лет)    | с 2019 года |             |
| Администратор                       | Иван Александрович Орехов    | Флаг России | 20 августа 1991 (33 года) | с 2013 года |             |
| Видеоаналитик                       | Алексей Андреевич Скабелка   | Флаг России | 7 декабря 1992 (32 года)  | с 2021 года |             |
| Видеоаналитик                       | Павел Павлович Корсаков      | Флаг России | 8 ноября 1991 (33 года)   | с 2021 года |             |

## Состав
| №          | Игрок                   | Страна                    | Хват    | Дата рождения              | Рост    | Вес     | Вид контракта | Контракт до     |
| Вратари    | Вратари                 | Вратари                   | Вратари | Вратари                    | Вратари | Вратари | Вратари       | Вратари         |
| ---------- | ----------------------- | ------------------------- | ------- | -------------------------- | ------- | ------- | ------------- | --------------- |
| 59         | Владислав Подъяпольский | Россия                    | Левый   | 4 июня 1995 (30 лет)       | 181 см  | 89 кг   | Односторонний | 31 мая 2027     |
| 74         | Илья Подсуха            | Россия                    | Левый   | 25 мая 2006 (19 лет)       | 182 см  | 77 кг   | Двусторонний  | 31 мая 2026     |
| 80         | Кирилл Голубев          | Россия                    | Левый   | 26 октября 2007 (17 лет)   | 184 см  | 74 кг   | Двусторонний  | 31 мая 2027     |
| 82         | Владимир Селиванов      | Россия                    | Левый   | 25 июля 2008 (17 лет)      | 181 см  | 82 кг   | Двусторонний  | 31 мая 2028     |
| 88         | Дмитрий Куликов         | Россия                    | Правый  | 31 мая 2001 (24 года)      | 186 см  | 78 кг   | Двусторонний  | 31 мая 2027     |
| 99         | Максим Моторыгин        | Россия                    | Левый   | 24 декабря 2002 (22 года)  | 185 см  | 77 кг   | Односторонний | 31 мая 2026     |
| Защитники  |                         |                           |         |                            |         |         |               |                 |
|            | Никита Заболотный       | Россия                    | Левый   | 7 января 2007 (18 лет)     | 197 см  | 104 кг  | Двусторонний  | 31 мая 2027     |
|            | Елисей Рябыкин          | Флаг России               | Левый   | 8 июля 2008 (17 лет)       | 178 см  | 75 кг   | Двусторонний  | 31 мая 2028     |
|            | Семён Чуклинов          | Флаг России               | Левый   | 28 мая 2008 (17 лет)       | 178 см  | 75 кг   | Двусторонний  | 31 мая 2028     |
| 2          | Николай Измайлов        | Флаг России               | Левый   | 11 февраля 2007 (18 лет)   | 178 см  | 65 кг   | Двусторонний  | 31 мая 2027     |
| 8          | Игорь Недашковский      | Флаг России               | Левый   | 16 апреля 2007 (18 лет)    | 180 см  | 70 кг   | Двусторонний  | 31 мая 2027     |
| 26         | Архип Захаренков        | Россия                    | Левый   | 22 января 2007 (18 лет)    | 176 см  | 83 кг   | Двусторонний  | 31 мая 2027     |
| 32         | Тимур Кол               | Россия                    | Левый   | 23 августа 2006 (18 лет)   | 193 см  | 93 кг   | Трехсторонний | 31 мая 2026     |
| 33         | Фредрик Классон         | Флаг Швеции               | Левый   | 24 ноября 1992 (32 года)   | 185 см  | 93 кг   | Односторонний | 31 мая 2026     |
| 38         | Никита Баклашев         | Россия                    | Левый   | 5 февраля 2005 (20 лет)    | 192 см  | 83 кг   | Двусторонний  | 31 мая 2026     |
| 39         | Игорь Вербицкий         | Россия                    | Правый  | 23 августа 2005 (19 лет)   | 181 см  | 86 кг   | Двусторонний  | 31 мая 2027     |
| 41         | Кирилл Готовец          | Беларусь                  | Левый   | 25 июня 1991 (34 года)     | 180 см  | 90 кг   | Односторонний | 31 мая 2026     |
| 43         | Глеб Петрухин           | Россия                    | Левый   | 21 апреля 2007 (18 лет)    | 183 см  | 77 кг   | Двусторонний  | 31 мая 2027     |
| 44         | Кирилл Адамчук          | Россия                    | Левый   | 24 мая 1994 (31 год)       | 190 см  | 91 кг   | Односторонний | 31 мая 2026     |
| 45         | Даниил Пыленков         | Флаг России               | Левый   | 26 сентября 2000 (24 года) | 186 см  | 88 кг   | Односторонний | 31 мая 2027     |
| 55         | Курбан Лиъматов         | Флаг России               | Левый   | 20 марта 2007 (18 лет)     | 192 см  | 85 кг   | Двусторонний  | 31 мая 2027     |
| 66         | Павел Румянцев          | Флаг России               | Левый   | 6 июня 2006 (19 лет)       | 178 см  | 86 кг   | Двусторонний  | 31 мая 2027     |
| 75         | Марио Паталаха          | Россия                    | Левый   | 3 сентября 2005 (19 лет)   | 185 см  | 94 кг   | Двусторонний  | 31 мая 2026     |
| 88         | Кирилл Савушкин         | Россия                    | Левый   | 2 марта 2006 (19 лет)      | 190 см  | 98 кг   | Двусторонний  | 31 мая 2026     |
| 92         | Игорь Ожиганов          | Россия                    | Правый  | 13 октября 1992 (32 года)  | 189 см  | 94 кг   | Односторонний | 31 мая 2026     |
| 93         | Артём Сергеев           | Россия                    | Правый  | 20 апреля 1993 (32 года)   | 185 см  | 95 кг   | Односторонний | 31 мая 2027     |
| 96         | Магомед Шараканов       | Флаг России               | Левый   | 11 октября 2004 (20 лет)   | 185 см  | 93 кг   | Двусторонний  | 31 мая 2026     |
| Нападающие |                         |                           |         |                            |         |         |               |                 |
|            | Максим Анфинагентов     | Россия                    | Левый   | 18 февраля 2008 (17 лет)   | 189 см  | 87 кг   | Двусторонний  | 31 мая 2028     |
|            | Даниил Давыдов          | Россия                    | Левый   | 6 марта 2004 (21 год)      | 179 см  | 83 кг   | Двусторонний  | 31 мая 2026     |
|            | Зуган Дмитрий           | Россия                    | Левый   | 23 ноября 2002 (22 года)   | 178 см  | 80 кг   | Двусторонний  | 31 мая 2026     |
|            | Михаил Паршин           | Россия                    | Левый   | 6 января 2007 (18 лет)     | 180 см  | 80 кг   | Двусторонний  | 31 мая 2027     |
|            | Глеб Потоцкий           | Россия                    | Левый   | 24 февраля 2007 (18 лет)   | 180 см  | 78 кг   | Двусторонний  | 31 мая 2027     |
| 7          | Максим Джиошвили        | Россия                    | Правый  | 15 января 1996 (29 лет)    | 190 см  | 97 кг   | Односторонний | 31 мая 2027     |
| 9          | Антон Слепышев          | Россия                    | Правый  | 13 мая 1994 (31 год)       | 187 см  | 96 кг   | Пробный       | 31 августа 2025 |
| 10         | Максим Комтуа           | Флаг Канады               | Левый   | 8 января 1999 (26 лет)     | 188 см  | 87 кг   | Односторонний | 31 мая 2026     |
| 12         | Артём Чернов            | Россия                    | Левый   | 11 мая 1997 (28 лет)       | 181 см  | 76 кг   | Двусторонний  | 31 мая 2026     |
| 13         | Артём Михеев            | Россия                    | Левый   | 27 мая 1995 (30 лет)       | 189 см  | 79 кг   | Односторонний | 31 мая 2026     |
| 14         | Девин Броссо            | Флаг Канады               | Левый   | 4 июля 1995 (30 лет)       | 186 см  | 92 кг   | Односторонний | 31 мая 2026     |
| 15         | Максим Ильин            | Россия                    | Правый  | 21 июня 2007 (18 лет)      | 171 см  | 78 кг   | Двусторонний  | 31 мая 2027     |
| 18         | Седрик Пакетт           | Флаг Канады · Флаг России | Левый   | 13 августа 1993 (32 года)  | 183 см  | 93 кг   | Односторонний | 31 мая 2026     |
| 22         | Матвей Максимов         | Россия                    | Левый   | 18 января 2005 (20 лет)    | 181 см  | 84 кг   | Двусторонний  | 31 мая 2027     |
| 24         | Игорь Угольников        | Россия                    | Правый  | 2 марта 1997 (28 лет)      | 175 см  | 77 кг   | Двусторонний  | 31 мая 2026     |
| 25         | Даниил Прохоров         | Россия                    | Левый   | 27 апреля 2007 (18 лет)    | 195 см  | 95 кг   | Пробный       | 31 августа 2025 |
| 28         | Михаил Маренков         | Россия                    | Левый   | 5 марта 2007 (18 лет)      | 183 см  | 86 кг   | Двусторонний  | 31 мая 2027     |
| 29         | Богдан Киселёв          | Россия                    | Правый  | 29 августа 2006 (18 лет)   | 172 см  | 65 кг   | Двусторонний  | 31 мая 2027     |
| 31         | Владислав Михайлов      | Россия                    | Левый   | 23 декабря 2000 (24 года)  | 189 см  | 95 кг   | Двусторонний  | 31 мая 2027     |
| 34         | Артём Ильенко           | Россия                    | Левый   | 30 апреля 1996 (29 лет)    | 183 см  | 89 кг   | Односторонний | 31 мая 2026     |
| 46         | Богдан Хайдаров         | Россия                    | Правый  | 10 января 2007 (18 лет)    | 175 см  | 73 кг   | Двусторонний  | 31 мая 2027     |
| 47         | Артём Бондарь           | Россия                    | Правый  | 14 июня 2006 (19 лет)      | 180 см  | 85 кг   | Двусторонний  | 31 мая 2026     |
| 52         | Александр Кисаков       | Россия                    | Левый   | 1 ноября 2002 (22 года)    | 178 см  | 68 кг   | Пробный       | 31 августа 2025 |
| 56         | Иван Казаковцев         | Россия                    | Правый  | 12 июля 2005 (20 лет)      | 180 см  | 68 кг   | Пробный       | 29 августа 2025 |
| 57         | Артём Швец-Роговой      | Россия                    | Левый   | 3 марта 1995 (30 лет)      | 187 см  | 86 кг   | Односторонний | 31 мая 2026     |
| 71         | Януш Хейбатов           | Россия                    | Левый   | 19 апреля 2007 (18 лет)    | 178 см  | 74 кг   | Двусторонний  | 31 мая 2027     |
| 77         | Иван Архипов            | Россия                    | Правый  | 7 июля 2007 (18 лет)       | 181 см  | 73 кг   | Двусторонний  | 31 мая 2027     |
| 79         | Михаил Меликов          | Россия                    | Левый   | 7 февраля 2007 (18 лет)    | 182 см  | 68 кг   | Двусторонний  | 31 мая 2027     |
| 84         | Сергей Артемьев         | Россия                    | Левый   | 29 августа 2005 (19 лет)   | 179 см  | 75 кг   | Пробный       | 29 августа 2025 |
| 86         | Макар Ханин             | Россия                    | Правый  | 17 марта 2005 (20 лет)     | 182 см  | 73 кг   | Двусторонний  | 31 мая 2026     |
| 87         | Егор Римашевский        | Россия                    | Левый   | 1 февраля 2005 (20 лет)    | 186 см  | 70 кг   | Двусторонний  | 31 мая 2026     |
| 90         | Дилан Сикьюра           | Канада                    | Левый   | 1 июня 1995 (30 лет)       | 180 см  | 77 кг   | Односторонний | 31 мая 2026     |
| 91         | Джордан Уил             | Канада                    | Правый  | 15 апреля 1992 (33 года)   | 178 см  | 81 кг   | Односторонний | 31 мая 2026     |
| 95         | Сергей Савинов          | Россия                    | Левый   | 9 июня 2006 (19 лет)       | 177 см  | 69 кг   | Двусторонний  | 31 мая 2026     |
| 97         | Никита Гусев            | Россия                    | Правый  | 8 июля 1992 (33 года)      | 175 см  | 74 кг   | Односторонний | 31 мая 2026     |
| 98         | Максим Мамин            | Россия                    | Левый   | 13 января 1995 (30 лет)    | 189 см  | 95 кг   | Односторонний | 31 мая 2027     |

## Достижения

### Национальные
- Почётная Грамота Президиума Верховного Совета Российской Федерации (26 апреля 1993 года) — за высокие спортивные достижения на всероссийских и международных соревнованиях, большой вклад в развитие физической культуры и спорта Российской Федерации и в связи с 70-летием со дня образования первого в России физкультурно-спортивного  общества «Динамо»[7].

Чемпионат СССР / СНГ / России / Континентальная хоккейная лига:
- Чемпион (11) — 1946/1947, 1953/1954, 1989/1990, 1990/1991, 1991/1992, 1992/1993, 1994/1995, 1999/2000, 2004/2005, 2011/2012, 2012/2013
- Вице-чемпион (19) — 1949/1950, 1950/1951, 1958/1959, 1959/1960, 1961/1962, 1962/1963, 1963/1964, 1970/1971, 1971/1972, 1976/1977, 1977/1978, 1978/1979, 1979/1980, 1984/1985, 1985/1986, 1986/1987, 1993/1994, 1995/1996, 1998/1999
- Бронзовый призёр (21) — 1947/1948, 1948/1949, 1951/1952, 1952/1953, 1954/1955, 1955/1956, 1956/1957, 1957/1958, 1965/1966, 1966/1967, 1967/1968, 1968/1969, 1973/1974, 1975/1976, 1980/1981, 1981/1982, 1982/1983, 1987/1988, 2014/2015, 2019/2020, 2024/2025

Кубок СССР / России
- Обладатель (3) — 1953, 1972, 1976
- Финалист (9) — 1954/1955, 1955/1956, 1965/1966, 1968/1969, 1969/1970, 1973/1974, 1978/1979, 1987/1988, 1997/1998

Кубок Лиги
- Финалист — 1988/1989

Кубок Гагарина
- Обладатель (2) — 2011/2012, 2012/2013

Кубок Континента
- Обладатель (2) — 2013/2014, 2023/2024

Кубок Западной конференции
- Обладатель (2) — 2011/2012, 2012/2013

Кубок Открытия
- Обладатель (3) — 2010/2011, 2012/2013, 2013/2014

Кубок МХЛ
- Чемпион (3) — 1992/1993, 1994/1995, 1995/1996
- Вице-чемпион — 1993/1994

Кубок Москвы
- Финалист — 1948/1949[8]

Турнир на призы ЛДС «Кристалл»
- Бронзовый призёр — 1972[9]

Международный предсезонный турнир памяти В. П. Чкалова
- Вице-чемпион — 1976[10]

Турнир динамовских команд (с 1986 года на приз журнала «Пограничник»)
- Победитель (3) — 1983[11], 1984[12], 1986[13]
- Второй призёр — 1982[14]

Турнир на призы Госкомспорта РСФСР
- Чемпион — 1989

Кубок газеты Вечерний Киев
- Второй призёр — 1980[15]

### Международные
Кубок Европейских чемпионов
- Обладатель — 2006
- Финалист (3) — 1990, 1992, 1993
- Бронзовый призёр — 1991

Кубок Лугано
- Обладатель — 1991[16]
- Второй призёр — 1992[17]

Евролига
- Второй призёр (3) — 1996/1997, 1997/1998, 1998/1999

Континентальный Кубок
- Второй призёр — 2005

Кубок Шпенглера
- Обладатель (2) — 1983, 2008

Кубок Ахерна
- Обладатель (2) — 1974/1975[18], 1975/1976[19]
- Второй призёр (2) — 1973/1974, 1976/1977

Кубок Стеклодувов
- Обладатель (5)  — 1961[20], 1965[21], 1968[22], 1969[23], 1970[24]

Кубок Альберта Бонакосса
- Обладатель — 1966[25]

Кубок Шёлка и Бархата
- Обладатель — 1954[26] (Первый международный трофей советских команд на клубном уровне)[27]

Международный турнир на приз ЦС Динамо
- Победитель — 1962[20]
- Второй призёр — 1961[28]

Кубок Химических Заводов в г. Литвинов
- Второй призёр — 1966[25]

Полярный кубок
- Второй призёр — 1969[23]

Кубок Берлина
- Обладатель (18) — 1970[24], 1971[29], 1972[30], 1974[31], 1976[32], 1977[33], 1979[34], 1980[35], 1981[36], 1982[37], 1983[38], 1984[39], 1985[40], 1986[41], 1987[42], 1988[43], 1989[44], 1990[45]
- Третий призёр  — 1982[37]

Турнир в Англе (Франция)
- Обладатель — 1981[36]

Турнир в Руане (Франция)
- Обладатель — 1981[36]

Кубок «Сааб-Скания»
- Обладатель — 1981[36]

Кубок «Торонто» в Финляндии
- Обладатель (2) — 1971[29], 1972[30]

Кубок Онтарио
- Второй призёр — 1972[30]

Кубок Тампере
- Обладатель (2) — 1991[16], 1992[17]

Турнир 130-летия завода «Шкода»
- Обладатель — 1989[44]

Epson Cup (Дюссельдорф, Германия)
- Обладатель — 1993[46]

Международный турнир на приз газеты «Советский спорт»
- Победитель (3) — 1964[48], 1977[49], 1978[50]
- Финалист (4)  — 1963[51], 1965[52], 1966[53], 1969[54]

Международный турнир на приз газеты «Советский спорт» (зональный турнир)
- Победитель (7) — 1975[55], 1976[56], 1980[57], 1982[58], 1983[59], 1984[60], 1985[61]
- Второй призёр (2)  — 1986[62], 1987[62]

## Стадион
«ВТБ Арена» объединяет под одной крышей хоккейную и футбольную арены, а также музей общества «Динамо», досугово-развлекательный комплекс и подземный паркинг. Общая площадь комплекса — около 210 тысяч м². Комплекс был возведён путём реконструкции Центрального стадиона «Динамо», построенного в 1928 году. Реконструкция была завершена в ноябре 2018 года, а первый матч московского «Динамо» на льду новой хоккейной «ВТБ Арены» им. А. И. Чернышёва прошёл 4 января 2019 года. Вместимость универсальной арены составляет до 14 000 зрителей в зависимости от конфигурации площадки во время проводимого мероприятия.

## Управляющие органы

### Спонсоры и партнёры клуба
Согласно официальному сайту клуба
- ВТБ
- ООО БК «Олимп»
- «Сенежская» — производитель питьевой воды
- Pango Cars — это федеральная автомобильная экосистема, специализирующаяся на продаже автомобилей с пробегом от проверенных дилеров.

### Высший совет
- Аркадий Романович Ротенберг
- Андрей Леонидович Костин
- Андрей Николаевич Сафронов
- Виталий Семёнович Давыдов
- Александр Николаевич Мальцев

### Попечительский совет
- Геннадий Александрович Корниенко
- Владимир Игоревич Стржалковский
- Юрий Анатольевич Чиханчин

### Руководство клуба
Согласно официальному сайту клуба
- Президент клуба — председатель Совета Директоров — Воронин Виктор Геннадьевич
- Генеральный директор — Сушко Сергей Анатольевич
- Спортивный директор — Рафик Хабибуллович Якубов
- Директор по безопасности — Владимир Абдуллович Газизов
- Советник генерального директора — Александр Михайлович Овечкин
- Советник генерального директора — Виталий Семёнович Давыдов
- Советник генерального директора — Александр Николаевич Мальцев
- Руководитель пресс-службы — Михаил Вячеславович Кравченко

### Все президенты клуба
- Олефир, Виктор Остапович (июль 1997 — январь 1999)[67]